# Jan Voorhoeve (surinamist)
Jan Voorhoeve (Jombang (stad) (Oost-Java), 19 juni 1923 - Parijs, 30 januari 1983) was een Surinamist. Hij was van huis uit taalkundige, en een van de grondleggers van de Creolistiek. Voorhoeve hield zich daarnaast ook bezig met de Surinaamse poëzie en proza. Voorhoeve is de auteur van een groot aantal wetenschappelijke werken, o.a. in het Tijdschrift voor Surinaamse Taalkunde, Letterkunde en Geschiedenis. Hij is tevens de auteur van het boek Dikke Ikke en de Rest. Spinverhalen uit de West, met volksverhalen uit Suriname over de spin Anansi (Amsterdam: Kosmos, 1980).

## Levensloop
Jan Voorhoeve werd geboren in Nederlands Indië. In 1932 werd hij naar Nederland gezonden waar hij na de oorlog het eindexamen gymnasium deed. In 1950 reisde hij voor het eerst naar Suriname, om te assisteren bij taalonderzoek. In zijn studententijd bewoog Voorhoeve zich in hetzelfde milieu als de schrijver en academicus J.J. Voskuil. In Voskuils roman Bij nader inzien figureert Voorhoeve als Flap Hupperts.

### Geloof
In 1956 werd Voorhoeve door het Nederlands Bijbelgenootschap naar Suriname gezonden om een bijbelvertaling te maken in het Sranantongo.

### Nationalisme
In het Amsterdam van de jaren vijftig kwam Voorhoeve in contact met nationalistische Surinamers, waaronder Edie Bruma van de beweging Wie Eegie Sanie. In een artikel in De Groene Amsterdammer noemt Hugo Pos Voorhoeves sympathie met de Surinaamse nationalistische beweging 'naïef'.

### Academische carrière
Voorhoeve promoveerde aan de Universiteit van Amsterdam op een studie naar het Sranantongo (Voorstudies tot een beschrijving van het Sranan Tongo).
In 1964 kreeg Voorhoeve een baan aan de Universiteit Leiden waar hij in 1967 benoemd werd tot hoogleraar Afrikaanse Taalkunde. Jan Voorhoeve was getrouwd met J.C.J. (Koos) Voorhoeve-van Schoten en had vier kinderen.

## Publicaties m.b.t. Suriname (selectie)

### Tijdens zijn leven
- 'Repelsteeltje in Suriname', Eldorado 2,7-8:95-96 (1950).
- 'De bruikbaarheid van het Surinaams', De Westindiër 1,6:3 (1952).
- 'De Friese proefscholen: Fries-Surinaamse analogie', De Westindiër 1,8:3 (1952).
- 'Het ideaal van een wereldtaal', De Westindiër 1,9:3 (1952).
- 'In puber fan sawn', De Tsjerne 7:268-271 (1952).
- 'Het nationale onderwijsexperiment', De Westindiër 1,12:3 (1952).
- 'Het Surinaams als literaire taal', De Westindiër 1,7:3 (1952).
- 'Het Surinaams op school', De Westindiër 1,4:3 (1952).
- 'Het Surinaams: taal of taaltje', De Westindiër 1,2:4 (1952).
- 'De toekomst van het Surinaams', De Westindiër 1,1:3-4 (1952).
- 'Verleden en heden van het Surinaams', De Westindiër 1,3:3 (1952).
- 'Het volkslied van de Indonesiër', De Westindiër 1,13:3 (1952).
- 'De voordelen van een Surinaamse norm', De Westindiër 1,5:3 (1952).
- 'De gekleurde norm', De Westindiër 1,16:3 (1953).
- 'Het spellingsadvies van Prof. Pée', De Westindiër 1,15:3 (1953).
- 'De studie van het Surinaams, een overzicht van de stand van onze kennis op het gebied van de Surinamistiek (geschreven in opdracht van Wie Eegie Sanie)', WIG 33:175-182 (1953).
- Voorstudies tot een beschrijving van het Sranan Tongo, Amsterdam: Noord-Hollandsche Uitg. Mij., Ph.D. diss., University of Amsterdam (1956).
- Ursy M. Lichtveld en Jan Voorhoeve, Suriname: Spiegel der Vaderlandse Kooplieden (Zwolle: Tjeenk Willink, 1958)
- Jan Voorhoeve en Antoon Donicie, Bibliographie du Négro-Anglais du Surinam (Koninklijk Instituut voor Taal-, Land- en Volkenkunde/ ’s-Gravenhage: Martinus Nijhoff, 1963)
- Ursy M. Lichtveld en Jan Voorhoeve, Creole Drum (anthologie van de Creoolse literatuur in Suriname) (New Haven and London: Yale University Press, 1975)
- Encyclopedie van Suriname, met C.F.A. Bruijning  (1977)
- Trefossa, Ala poewema foe Trefossa (Vertaling en annotatie door Voorhoeve, 1977)[6]
- Dikke Ikke en de Rest. Spinverhalen uit de West (Amsterdam: Kosmos, 1980)

### Postuum
- Op zoek naar Surinaamse normen. Nagelaten geschriften van Jan Voorhoeve, 1950-1961 (samengesteld door Peter Meel)